# Perfex Company
Perfex Company war ein US-amerikanischer Hersteller von Kraftfahrzeugen.

## Unternehmensgeschichte
Das Unternehmen wurde 1912 in Los Angeles in Kalifornien gegründet. Paul Brown Jr. war Präsident. Der Konstrukteur James R. Fouch hatte bereits mit der Morrow-Mercury Motor Car Company Erfahrungen im Automobilbau gesammelt. Sie begannen im gleichen Jahr mit der Produktion von Automobilen. Der Markenname lautete Perfex. Bereits im ersten Jahr entstanden zwölf Personenkraftwagen. Im Juli 1913 ergänzten Nutzfahrzeuge das Sortiment. Wenig später kündigte Brown die Aufgabe der Pkw-Produktion an. Fouch verließ daraufhin das Unternehmen und gründete sein eigenes Unternehmen Fouch zur Fahrzeugproduktion.
Noch 1913 endete die Pkw-Produktion. Insgesamt entstanden etwa 125 Fahrzeuge. Lastkraftwagen entstanden bis 1914. Mission, ein örtlicher Lkw-Hersteller, übernahm das Unternehmen.

## Fahrzeuge
Alle Fahrzeuge hatten einen zugekauften Motor von GB & S. Es war ein Vierzylindermotor mit T-Kopf, 95,25 mm Bohrung, 114,3 mm Hub und 3258 cm³ Hubraum. Seine Leistung war mit 22,5 PS angegeben.
Das Fahrgestell des Pkw hatte 269 cm Radstand. Er war als Roadster mit zwei Sitzen karosseriert.
Für den Lkw ist ebenfalls ein Vierzylindermotor mit T-Kopf angegeben. Außerdem hatte er ein Dreiganggetriebe und Kardanantrieb. Der Radstand betrug 295 cm.